# Nefertnesu
Nefertnesu (Neferetnesu) je bila princeza drevnoga Egipta. Živjela je tijekom 4. dinastije.

## Etimologija
Nefertnesino ime znači "lijepa od kralja".

## Životopis
Nefertnesu je bila kći faraona Snofrua i njegove treće žene te unuka kraljice Meresank I. Bila je mlađa polusestra Snofruovog nasljednika Kufua te je bila lijepa žena. 
Naslovi koje je Nefertnesu nosila bili su "božja kći" i "kraljeva kći". Pod bogom i kraljem se misli na njezina oca Snofrua. 
Nije poznato tko je bio Nefertnesin suprug. Njezin je sin bio princ Kaemked.